# سلووپنو (ناحیه هرادتس کرالووه)
سلووپنو (به چکی: Sloupno) یک منطقهٔ مسکونی در جمهوری چک است که در ناحیه هرادتس کرالووه واقع شده‌است. سلووپنو ۵۱۷ نفر جمعیت دارد.